# الازمن (زرين غل)
الازمن (بالفارسية: الازمن) هي قرية تقع في إيران في قسم زرین غل الریفي. يقدر عدد سكانها بـ 704 نسمة بحسب إحصاء 2016.